# У лісі, лісі темному
«У лісі, лісі темному» (рос. В лесу родилась ёлочка) — найпопулярніша російська новорічна пісня. Український варіант був створений Іваном Неходою.

## Історія
Пісня була створена в 1905 році, коли музикант-любитель Леонід Карлович Бекман написав музику до вірша «Ялинка» (рос. Ёлка). Вірш він узяв із дитячого журналу «Малютка» за 1903 рік, де автор був зазначений під псевдонімом А. Е. (рос. А.Э.). В 1906 році подружжя Бекманів видало збірку пісень під назвою «Вірончині пісеньки» (рос. Верочкины песенки), куди увійшла ця пісня. При відновленні святкування Нового Року в СРСР в 1933 році текст пісні виявився доречно позбавленим релігійних мотивів, які були присутні в інших різдвяних піснях.
Довгий час автор слів залишався невідомим. Лише в 1950-х роках поетеса Раїса Адамівна Кудашева (Гідройц) зізналась в авторстві.
Оригінальний вірш Кудашевої «Ялинка» був доволі довгим і складним за розміром. У ньому детально описувалося оздоблення ялинки, вдячний хор дітей тощо. Бекман залишив тільки рядки, написані простим чотиристоповим
і тристоповим ямбом, — про зайчика та вовка, про заметіль і мужичка (потім замінений на старичка), про радість дітлахів.
Пісня та вірш перекликаються з німецькою різдвяною піснею «О, ялинко!» (нім. O Tannenbaum), при цьому Раїса Гідройц та Леонід Бекман були обрусілими німцями. Однак ще більше пісня нагадує відому шведську колядку «Тепер запалено тисячі свічок» (швед. Nu tandas tusen juleljus), написану шведською композиторкою Еммі Келер у 1898 році.
Музика заснована на мелодії німецьких патріотичних пісень початку XIX сторіччя — «Ми звели величний дім» та «Клятва». Автор першої з них — Август фон Бінцер — називав цю мелодію «народним тюрингським наспівом».

## Канонічний текст пісні
| Російською В лесу родилась ёлочка, В лесу она росла, Зимой и летом стройная, Зелёная была. Метель ей пела песенку: «Спи, ёлочка, бай-бай!» Мороз снежком укутывал: «Смотри не замерзай!» Трусишка зайка серенький Под ёлочкой скакал. Порою волк, сердитый волк Рысцою пробегал. Чу! Снег по лесу частому Под полозом скрипит, Лошадка мохноногая Торопится, бежит. Везёт лошадка дровенки, На дровнях старичок. Срубил он нашу ёлочку Под самый корешок. И вот ты здесь, нарядная, На праздник к нам пришла И много-много радости Детишкам принесла. | Українською У лісі, лісі темному, де ходить хитрий лис, росла собі ялинонька, і зайчик з нею ріс. Ой снігу, снігу білого насипала зима! Прибіг сховатись заїнька – ялиноньки нема. Ішов тим лісом дід Мороз, червоний в нього ніс. Він зайчика-стрибайчика у торбі нам приніс. Маленький сірий заїнька, іди, іди до нас! Дивись – твоя ялинонька горить на весь палац! |

## Оригінальний вірш
Гнутся ветки мохнатые

Вниз к головам детей;

Блещут бусы богатые

Переливом огней;

Шар за шариком прячется,

А звезда за звездой,

Нити светлые катятся,

Словно дождь золотой…

Поиграть, позабавиться,

Собрались детки тут

И тебе, ель-красавица,

Свою песню поют.

Все звенит, разрастается,

Голосков детских хор,

И, сверкая, качается

Ёлки пышный убор.

 * * *

В лесу родилась елочка, в лесу она росла,

Зимой и летом стройная, зеленая была!

Метель ей пела песенки: «Спи, ёлка… баю-бай!»

Мороз снежком укутывал: смотри, не замерзай!

Трусишка зайка серенький под ёлочкой скакал,

Порой сам волк, сердитый волк, рысцою пробегал.

 * * *

Веселей и дружней

Пойте, деточки!

Склонит елка скорей

Свои веточки.

В них орехи блестят

Золоченые…

Кто тебе здесь не рад,

Ель зеленая?

 * * *

Чу! Снег по лесу частому под полозом скрипит,

Лошадка мохноногая торопится, бежит.

Везет лошадка дровенки, а в дровнях мужичок.

Срубил он нашу ёлочку под самый корешок...

И вот ты здесь, нарядная, на праздник к нам пришла,

И много-много радости детишкам принесла.

 * * *

Веселей и дружней

Пойте, деточки!

Склонит ёлка скорей

Свои веточки.

Выбирайте себе

Что понравится…

Ай, спасибо тебе,

Ель-красавица!